# 阿克洛
阿克洛（英語：Arklow）是位於愛爾蘭共和國東海岸的一座城市，在行政區劃上屬於威克洛郡。阿克洛的歷史可以追溯自九世紀，由維京人創建。2011年人口普查時，阿克洛有人口13,009人，是威克洛郡的第三大城市。

## 友好城市
- 法國 沙托丹

## 外部連結
- Official website （页面存档备份，存于）
- Arklow at Wicklow County Tourism （页面存档备份，存于）
- Arklow Virtual Tour
- New Arklow Business Directory